# Креєшть (комуна)
Креєшть, Креєшті (рум. Crăiești) — комуна у повіті Муреш в Румунії. До складу комуни входять такі села (дані про населення за 2002 рік):
- Креєшть (723 особи)
- Лефая (79 осіб)
- Мілешел (209 осіб)
- Німа-Мілешелулуй (15 осіб)

Комуна розташована на відстані 288 км на північний захід від Бухареста, 25 км на північний захід від Тиргу-Муреша, 62 км на схід від Клуж-Напоки.

## Населення
За даними перепису населення 2002 року у комуні проживали 1026 осіб.
Національний склад населення комуни:
| Національність | Кількість осіб | Відсоток |
| -------------- | -------------- | -------- |
| румуни         | 1019           | 99,3%    |
| угорці         | 7              | 0,7%     |

Рідною мовою назвали:
| Мова      | Кількість осіб | Відсоток |
| --------- | -------------- | -------- |
| румунська | 1022           | 99,6%    |
| угорська  | 4              | 0,4%     |

Склад населення комуни за віросповіданням:
| Релігія        | Кількість осіб | Відсоток |
| -------------- | -------------- | -------- |
| православні    | 983            | 95,8%    |
| адвентисти     | 17             | 1,7%     |
| греко-католики | 13             | 1,3%     |
| реформати      | 6              | 0,6%     |
| баптисти       | 6              | 0,6%     |
| римо-католики  | 1              | 0,1%     |